# U-Bahnhof Theresienwiese
Der U-Bahnhof Theresienwiese (Kürzel der Münchner Verkehrsgesellschaft: TW) ist ein U-Bahnhof im Stadtteil Ludwigsvorstadt der bayerischen Landeshauptstadt München. Er liegt an der Stammstrecke 3 der U-Bahn München und wird von den Linien U4 und U5 bedient.

## Geschichte
Der U-Bahnhof Theresienwiese wurde als Teil der Stammstrecke 3 zwischen den Bahnhöfen Westendstraße und Karlsplatz (Stachus) am 10. März 1984 eröffnet. Zunächst verkehrte hier nur die Linie U5; die Linie U4 fährt den Bahnhof seit ihrer Inbetriebnahme am 27. Oktober 1988 an.

## Lage und Umgebung
Der Bahnhof befindet sich unmittelbar nordöstlich der Theresienwiese, die der Station ihren Namen gab. Die Bahngleise folgen hier nicht dem Verlauf einer Straße, dementsprechend liegt der Bahnhof unter einem Häuserblock zwischen dem Bavariaring und dem St.-Pauls-Platz, an dem sich die katholische Kirche St. Paul befindet.
Die benachbarten Bahnhöfe sind die Bahnhöfe Schwanthalerhöhe, der 927 Meter stadtauswärts liegt, und der 711 Meter stadteinwärts entfernte U-Bahnhof Hauptbahnhof. Das Stadtzentrum (Bahnhof München Karlsplatz) ist etwa 1,2 Kilometer und zwei Minuten Fahrzeit entfernt.

## Bahnhofsanlage

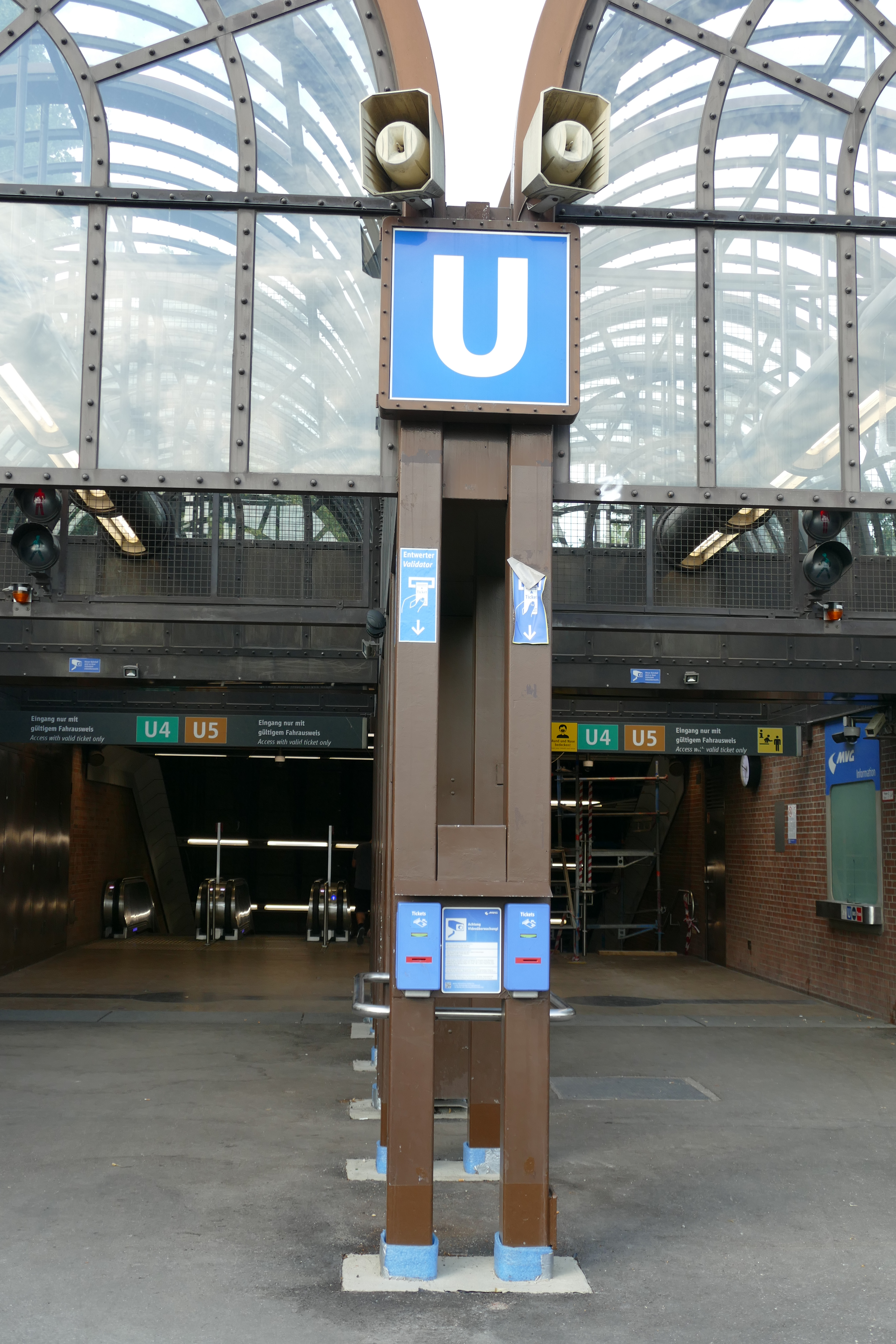
Eingang zum U-Bahnhof von der Theresienwiese

### Aufbau
Der Bahnhof ist zweigleisig mit einem Mittelbahnsteig ausgeführt. Das Bahnhofsgewölbe wird von einer Säulenreihe gestützt. Vom Südkopf des Bahnhofs führt ein Aufgang direkt auf die Theresienwiese. Der Aufgang am Nordende des Bahnsteigs führt in ein Zwischengeschoss, von dem aus zwei Treppen an die Oberfläche bei der Kreuzung von St.-Paul-Straße und Landwehrstraße führen. Alle Aufgänge sind mit mindestens einer Rolltreppe ausgestattet, außerdem verbindet ein Aufzug den Bahnsteig mit dem St.-Pauls-Platz.
Eine Besonderheit ist die Aufsichtskanzel in der Bahnsteigmitte, von der aus die Fahrgastströme während des Oktoberfestes gesteuert werden. Im Münchner U-Bahn-Netz verfügt nur noch der Bahnhof Fröttmaning über eine derartige Einrichtung.

### Gestaltung
Die Rolle des Bahnhofs als wichtigster Erschließungsbahnhof für das Oktoberfest spiegelt sich auch in der Bahnhofsgestaltung wider. So erinnert die von Alexander von Branca entworfene Bahnhofsgestaltung an einen Bräukeller. Die Münchner Stadtfarben Schwarz und Gelb dominieren hierbei. An den beiden Hintergleiswänden sind jeweils vier von Ricarda Dietz entworfene Wandbilder angebracht, die an die Attraktionen und Fahrgeschäfte des Oktoberfestes erinnern.

## Verkehr
Die Züge der U5 verkehren hier am Bahnhof im 10-Minuten-Takt, während der Hauptverkehrszeiten im 5-Minuten-Takt.
Die Züge der U4 bedienen den Bahnhof bis 00:45 Uhr im 10-Minuten-Takt, werktags zu den Hauptverkehrszeiten in 5-Minuten-Takt. Ein Großteil der Fahrten der U4 endet an der Theresienwiese; der Streckenabschnitt zwischen Theresienwiese und Westendstraße wird nur am frühen Morgen sowie werktags am Vormittag und am Abend befahren.
| Linie | Linienverlauf |
| ----- | --- |
| U4    | Westendstraße – (806 m) – Heimeranplatz – (671 m) – Schwanthalerhöhe – (927 m) – Theresienwiese – (711 m) – Hauptbahnhof – (521 m) – Karlsplatz (Stachus) – (811 m) – Odeonsplatz – (933 m) – Lehel – (928 m) – Max-Weber-Platz – (791 m) – Prinzregentenplatz – (838 m) – Böhmerwaldplatz – (552 m) – Richard-Strauss-Straße – (756 m) – Arabellapark |
| U5    | Laimer Platz – (670 m) – Friedenheimer Straße – (791 m) – Westendstraße – (806 m) – Heimeranplatz – (671 m) – Schwanthalerhöhe – (927 m) – Theresienwiese – (711 m) – Hauptbahnhof – (521 m) – Karlsplatz (Stachus) – (811 m) – Odeonsplatz – (933 m) – Lehel – (928 m) – Max-Weber-Platz – (1080 m) – Ostbahnhof – (1602 m) – Innsbrucker Ring – (982 m) – Michaelibad – (1708 m) – Quiddestraße – (778 m) – Neuperlach Zentrum – (764 m) – Therese-Giehse-Allee – (722 m) – Neuperlach Süd |

Umstiegsmöglichkeiten zu anderen Öffentlichen Verkehrsmitteln bestehen nicht.

## Planungen
Die Planungen zur U9-Spange sehen vor, den Bahnhof zu einem viergleisigen Kreuzungsbahnhof auszubauen. Die bestehende Stammstrecke 3 soll hier auf die neue Strecke, die von hier zu den U-Bahn-Stationen Implerstraße und Giselastraße führt, treffen.